# Município de Whites Creek (condado de Bladen, Carolina do Norte)
Localização da Carolina do Norte nos E.U.A.
O município de Whites Creek (em inglês: Whites Creek Township) é um localização localizado no  condado de Bladen no estado estadounidense da Carolina do Norte.

## Geografia
O município de Whites Creek encontra-se localizado nas coordenadas 34° 28′ 40,31″ N, 78° 32′ 28,95″ O.